# Kotkan Työväen Palloilijat Basket
Il Kotkan Työväen Palloilijat, abbreviato in KTP-Basket, è una società cestistica avente sede a Kotka, in Finlandia. Fondata nel 1927, gioca nel campionato finlandese.
Disputa le partite interne nella Steveco-areena.

## Palmarès
- Campionato finlandese: 6

1958, 1966-67, 1987-88, 1990-91, 1992-93, 1993-94
- Coppa di Finlandia: 9

1978, 1983, 1984, 1985, 1987, 1990, 1993, 2003, 2004